# Giovanna di Holstein-Gottorp
Giovanna Elisabetta di Holstein-Gottorp (Gottorp, 24 ottobre 1712 – Parigi, 30 maggio 1760) fu una principessa del Casato di Holstein-Gottorp e successivamente principessa di Anhalt-Zerbst. È nota per esser la madre dell'imperatrice Caterina la Grande.
Nacque a Gottorp, figlia di Cristiano Augusto, Duca di Holstein-Gottorp e Albertina Federica di Baden-Durlach. Fu la reggente di Anhalt-Zerbst dal 1747 al 1752 per la minore età del figlio, Federico Augusto.

## Matrimonio e discendenza
A 15 anni si sposò con Cristiano Augusto di Anhalt-Zerbst (1690 – 1747), di ventidue anni più vecchio di lei, e andò a vivere nella desolata Stettino, ai confini della Pomerania, dove il marito si trovava di stanza con il suo reggimento.
Diede alla luce cinque figli, di cui solo due che raggiunsero l'età adulta:
- Sofia Augusta Federica (1729 - 1796) (Zarina di Russia dal 1762 al 1796), sposò lo Zar Pietro III di Russia (1728 - 1762)
- Guglielmo Cristiano Federico (17 novembre 1730 - 27 agosto 1742)
- Federico Augusto (1734 - 1793), principe di Anhalt-Zerbst, sposò la Principessa Carolina d'Assia-Kassel ed alla morte di questa si sposò in seconde nozze nel 1764 con la principessa Federica Augusta Sofia di Anhalt-Bernburg
- Augusta Cristina Carlotta (10 novembre 1736 - 24 novembre 1736)
- Elisabetta Ulrica (17 dicembre 1742 - 5 marzo 1745)

## La cura dei figli

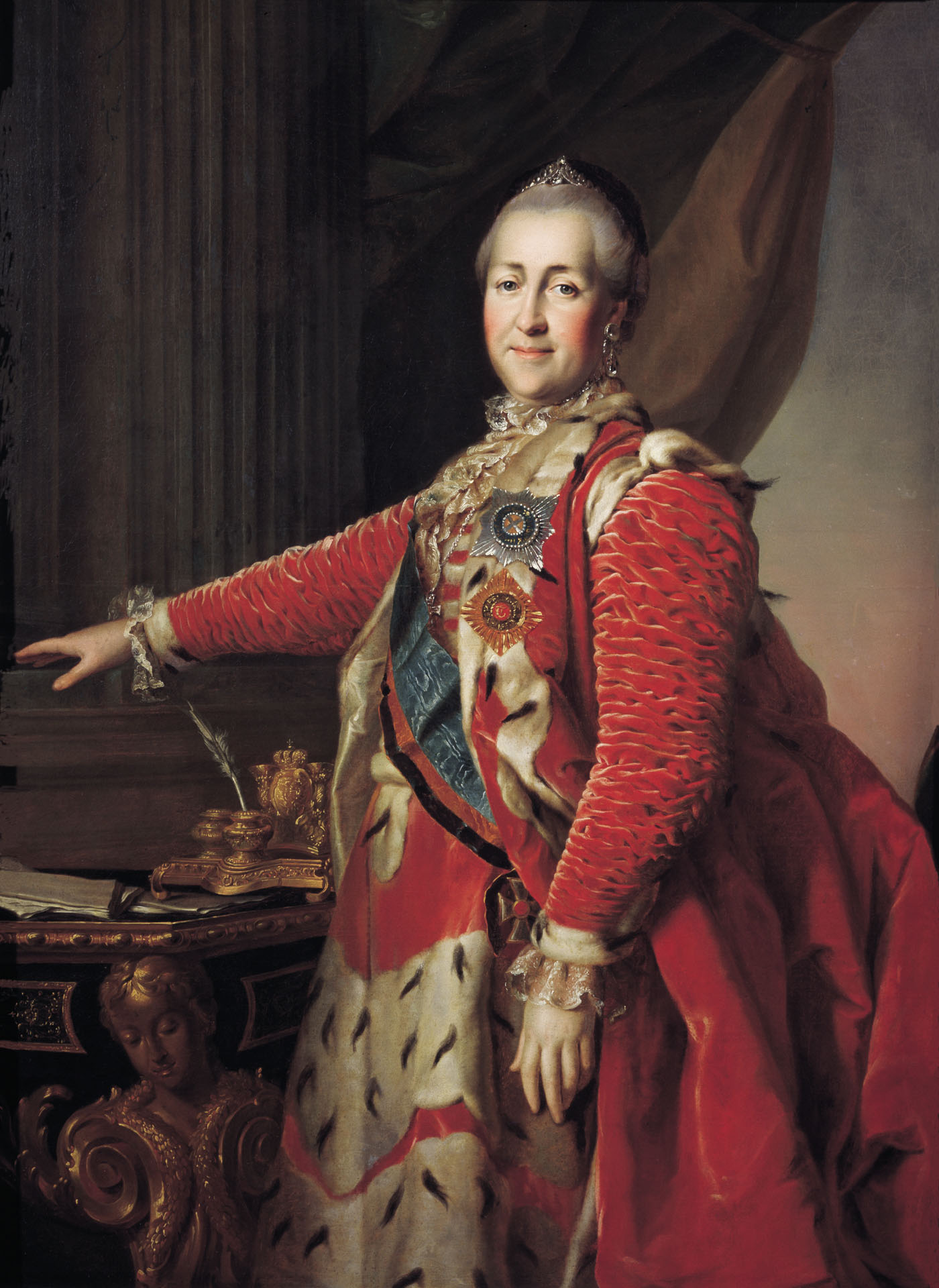
Caterina II, primogenita di Giovanna

Il principe regnante di Anhalt-Zerbst, cugino di Cristiano Augusto, sembrava non potesse avere figli e suo fratello maggiore Ludovico era scapolo. Ciò significava che se Giovanna avesse dato al marito un figlio maschio, la loro posizione sarebbe certamente cambiata e avrebbero potuto finalmente lasciare la noiosa Stettino.
Ossessione di Giovanna divenne allora quella di dare ai suoi figli un futuro più dignitoso di quello che era toccato a lei, nonostante fosse pronipote del re Federico III di Danimarca, costretta a sposare un uomo di rango inferiore. Periodicamente raggiungeva quindi la corte di Federico Guglielmo I di Prussia per mantenere relazioni e contatti importanti per la sua causa.
Sia Sofia che Guglielmo però furono fonti di ansia: la prima, già non bella di viso, soffriva di una grave scoliosi; il secondo invece aveva una gamba atrofizzata. Per la figlia, Giovanna si rivolse segretamente ad un boia che consigliò di stringere attorno alla schiena della bambina un bustino strettissimo. Per l'adorato figlio maschio invece fu tentato di tutto ma senza successo. I bagni termali a cui era sottoposto ebbero come esito quello di farlo ammalare e indebolire sempre di più finché morì. Per Giovanna fu un duro colpo in quanto fin dalla nascita Guglielmo fu il figlio prediletto.
Alla morte del principe di Anhalt-Zerbst, Ludovico di Anhalt-Zerbst gli succedette e, a sua volta, nominò suo erede il nipote Federico. La famiglia di Giovanna si trasferì quindi a Zerbst.

## Il matrimonio di Sofia
Quando suo fratello Adolfo Federico fu incoronato re di Svezia, Giovanna iniziò ad accarezzare l'idea di poter far sposare la figlia ad un partito di alto lignaggio. Le sue speranze divennero realtà quando l'imperatrice Elisabetta di Russia scelse la giovane Sofia come moglie per il nipote e suo erede Carlo Ulrico, futuro Pietro III di Russia.
Madre e figlia partirono allora per Mosca. Qui Sofia dovette convertirsi alla fede ortodossa e cambiò nome in Caterina. Giovanna, che all'inizio fu accolta con tutti gli onori dall'imperatrice, successivamente venne messa sempre più in disparte e venne fatta allontanare dalla figlia, il cui rango a corte invece era ormai quasi pari alla zarina.
Giovanna volle comunque rimanere alla corte almeno fino al matrimonio della figlia. Trovò ospitalità presso il principe e la principessa di Assia-Homburg. A corte però le voci la davano come amante del conte Beckij, e non aveva un buon rapporto con la zarina, dato che non solo era fredda, amante dei pettegolezzi, spesso coinvolta in intrighi e invadente, specialmente negli affari della figlia, ma agì anche come spia per Federico II di Prussia, che le chiese di aiutarlo a screditare e soppiantare il diplomatico Bestužev, che non amava l'idea di un'alleanza con la Prussia suggellata dal matrimonio tra Caterina e Pietro e avrebbe preferito un'alleanza con l'Austria, ma l'intrigo fallì quando le lettere tra lei e Federico II vennero intercettate. Elisabetta, furiosa, minacciò di esiliarla dal paese. Inoltre, le frequenti lamentele di Giovanna la resero impopolare nella corte russa. Alla fine, l'imperatrice decise che sarebbe rimasta a corte per il momento, ma in un ruolo più marginale, e che avrebbe lasciato la Russia dopo le nozze della figlia.
Dopo il matrimonio tra Caterina e Pietro, Giovanna fu mandata via e fu vietato a madre e figlia perfino di mantenere rapporti epistolari, ma Caterina riuscì comunque a inviare clandestinamente alcune lettere.
Divenuta vedova, Giovanna andò a vivere a Parigi.

## Ascendenza
|                                       |                              |                                                        | Genitori                                              |  |  | Nonni |  |  | Bisnonni                         |  |  | Trisnonni                           |  |
|                                       |                              |                                                        |                                                       |  |  |       |  |  | Federico III di Holstein-Gottorp |  |  | Giovanni Adolfo di Holstein-Gottorp |  |
|                                       |                              |                                                        |                                                       |  |  |       |  |  | Federico III di Holstein-Gottorp |  |  | Giovanni Adolfo di Holstein-Gottorp |  |
|                                       |                              | Augusta di Danimarca                                   |                                                       |  |  |       |  |  | Federico III di Holstein-Gottorp |  |  |                                     |  |
| Cristiano Alberto di Holstein-Gottorp |                              |                                                        |                                                       |  |  |       |  |  | Federico III di Holstein-Gottorp |  |  |                                     |  |
|                                       |                              | Maria Elisabetta di Sassonia                           | Giovanni Giorgio I di Sassonia                        |  |  |       |  |  |                                  |  |  |                                     |  |
|                                       |                              | Maria Elisabetta di Sassonia                           | Giovanni Giorgio I di Sassonia                        |  |  |       |  |  |                                  |  |  |                                     |  |
|                                       |                              | Maria Elisabetta di Sassonia                           | Maddalena Sibilla di Hohenzollern                     |  |  |       |  |  |                                  |  |  |                                     |  |
| Cristiano Augusto di Holstein-Gottorp |                              | Maria Elisabetta di Sassonia                           |                                                       |  |  |       |  |  |                                  |  |  |                                     |  |
|                                       |                              | Federico III di Danimarca                              | Cristiano IV di Danimarca                             |  |  |       |  |  |                                  |  |  |                                     |  |
|                                       |                              | Federico III di Danimarca                              | Cristiano IV di Danimarca                             |  |  |       |  |  |                                  |  |  |                                     |  |
|                                       |                              | Federico III di Danimarca                              | Anna Caterina del Brandeburgo                         |  |  |       |  |  |                                  |  |  |                                     |  |
| Federica Amalia di Danimarca          |                              | Federico III di Danimarca                              |                                                       |  |  |       |  |  |                                  |  |  |                                     |  |
|                                       |                              | Sofia Amelia di Brunswick e Lüneburg                   | Giorgio di Brunswick-Lüneburg                         |  |  |       |  |  |                                  |  |  |                                     |  |
|                                       |                              | Sofia Amelia di Brunswick e Lüneburg                   | Giorgio di Brunswick-Lüneburg                         |  |  |       |  |  |                                  |  |  |                                     |  |
|                                       |                              | Sofia Amelia di Brunswick e Lüneburg                   | Anna Eleonora di Assia-Darmstadt                      |  |  |       |  |  |                                  |  |  |                                     |  |
| Giovanna di Holstein-Gottorp          |                              | Sofia Amelia di Brunswick e Lüneburg                   |                                                       |  |  |       |  |  |                                  |  |  |                                     |  |
|                                       | Federico VI di Baden-Durlach | Federico V di Baden-Durlach                            |                                                       |  |  |       |  |  |                                  |  |  |                                     |  |
|                                       | Federico VI di Baden-Durlach | Federico V di Baden-Durlach                            |                                                       |  |  |       |  |  |                                  |  |  |                                     |  |
|                                       | Federico VI di Baden-Durlach | Barbara di Württemberg                                 |                                                       |  |  |       |  |  |                                  |  |  |                                     |  |
| Federico VII di Baden-Durlach         | Federico VI di Baden-Durlach |                                                        |                                                       |  |  |       |  |  |                                  |  |  |                                     |  |
|                                       |                              | Cristina Maddalena del Palatinato-Zweibrücken-Kleeburg | Giovanni Casimiro del Palatinato-Zweibrücken-Kleeburg |  |  |       |  |  |                                  |  |  |                                     |  |
|                                       |                              | Cristina Maddalena del Palatinato-Zweibrücken-Kleeburg | Giovanni Casimiro del Palatinato-Zweibrücken-Kleeburg |  |  |       |  |  |                                  |  |  |                                     |  |
|                                       |                              | Cristina Maddalena del Palatinato-Zweibrücken-Kleeburg | Caterina di Svezia                                    |  |  |       |  |  |                                  |  |  |                                     |  |
| Albertina Federica di Baden-Durlach   |                              | Cristina Maddalena del Palatinato-Zweibrücken-Kleeburg |                                                       |  |  |       |  |  |                                  |  |  |                                     |  |
|                                       |                              | Federico III di Holstein-Gottorp                       | Giovanni Adolfo di Holstein-Gottorp                   |  |  |       |  |  |                                  |  |  |                                     |  |
|                                       |                              | Federico III di Holstein-Gottorp                       | Giovanni Adolfo di Holstein-Gottorp                   |  |  |       |  |  |                                  |  |  |                                     |  |
|                                       |                              | Federico III di Holstein-Gottorp                       | Augusta di Danimarca                                  |  |  |       |  |  |                                  |  |  |                                     |  |
| Augusta Maria di Holstein-Gottorp     |                              | Federico III di Holstein-Gottorp                       |                                                       |  |  |       |  |  |                                  |  |  |                                     |  |
|                                       |                              | Maria Elisabetta di Sassonia                           | Giovanni Giorgio I di Sassonia                        |  |  |       |  |  |                                  |  |  |                                     |  |
|                                       |                              | Maria Elisabetta di Sassonia                           | Giovanni Giorgio I di Sassonia                        |  |  |       |  |  |                                  |  |  |                                     |  |
|                                       |                              | Maria Elisabetta di Sassonia                           | Maddalena Sibilla di Hohenzollern                     |  |  |       |  |  |                                  |  |  |                                     |  |
|                                       |                              | Maria Elisabetta di Sassonia                           |                                                       |  |  |       |  |  |                                  |  |  |                                     |  |